# Miroslav Netík
Miroslav Netík (5. září 1920 Vamberk – 22. května 2018 Brno) byl český malíř, grafik a ilustrátor. Počátky jeho tvorby ovlivnila Skupina 42. Jako malíř začal působit ve 40. letech 20. století a jako ilustrátor působil v Lidových novinách.

## Život
Miroslav Netík se narodil jako nejmladší ze tří synů Anny Netíkové a Jaromíra Netíka. V roce 1924 se celá rodina přestěhovala do Brna. Z Vamberku si odnesl vzpomínky na přírodu a říčku Zdobnici.
V Brně vystudoval Vyšší odbornou školu uměleckých řemesel (1936–1940). Studoval u profesorů Petra Dillingera, Emanuela Hrbka, Zdeňka Rossmanna a Františka Süssera. Studium dokončil v roce 1940. V roce 1950 se oženil s Jarmilou Treflíkovou. Dne 2. září 1960 se jim narodil syn Miroslav.
Miroslav Netík podnikl mnoho studijních cest, navštívil opakovaně Itálii, Bulharsko, tehdejší sovětskou Střední Asii, Rumunsko, Polsko, Chorvatsko, Kypr, Řecko, Kubu a Španělsko.

## Malíř
Jako malíř začal působit ve 40. letech 20. století. Při malování užíval techniky malby, kapání a rozstřikování malby na vodorovnou plochu. Mezi nejpoužívanější barvy patří škála lomených zelení a také velké množství variant šedí a hnědí. Zpracovával např. témata: milenci, válka, válkou zničená města, příroda a kohoutí zápasy. Jeho umění působí kaligraficky, ale neztrácí charakter.
Jeho tvorbu ovlivnila Skupina 42 programovými statěmi „Svět, v němž žijeme“ (1940); prolínaly se jeho celoživotním dílem.
Byl členem Klubu výtvarných umělců Aleš, Bloku výtvarných umělců země moravskoslezské, skupiny Profil v letech 1958 až 1970 a od roku 1990 byl členem TT klubu Brno.

## Výstavy

### Samostatné výstavy[7]
Vystavoval na 24 samostatných výstavách, z toho na čtyřech v zahraničí, a to v Německu, Japonsku, Chorvatsku a Francii.
První výstava se uskutečnila roku 1950 ve výstavní síni Barvič v Brně a nesla název „Umění doby“.
Poslední výstava se uskutečnila v roce 2007 v galerii Platinium a v galerii  „V" v Brně.

### Skupinové výstavy[8]
Účastnil se 26 skupinových výstav, přičemž mimo Českou republiku ve Francii, v Rakousku, Kanadě, Německu a na Slovensku.
První výstava se konala v roce 1943. Jednalo se o výstavu Spolku výtvarných umělců Aleš v Brně, Blansku, Olomouci, Prostějově a Znojmě.
Poslední výstava, „6. předběžná výstava soch a obrazů pro projekt knihy a putovní výstavy Kruh prstenu: Světové dějiny sexuality, erotiky a lásky od počátků do současnosti v reálném životě, krásné literatuře, výtvarném umění a dílech českých malířů a sochařů inspirovaných obsahem této knihy“ se konala v roce 2001 v Galerii Katedry antropologie Přírodovědecké fakulty Masarykovy univerzity v Brně.